# Столяров, Николай Ильич
Николай Ильич Столяров (1875 год — дата смерти неизвестна) — машинист-руководитель Илецкого Государственного соляного треста. Герой Труда.

## Биография
С 1895 по 1925 года — машинист паровой подъёмной машины на соляном промысле в Соль-Илецке (позднее — «Илецксоль»). В своей работе применял рационализаторские предложения, в результате чего значительно возросла производительность труда .
1 октября 1927 года по ходатайству профсоюза треста «Илецксоль» представлен к соисканию звания «Герой Труда».
Решением Президиума Всероссийского Центрального Исполнительного комитета Советов рабочих, крестьянских и красноармейских депутатов от 8 октября 1932 года Николаю Ильичу Столярову присвоено звание Герой Труда:

Гр. Николаю Ильичу Столярову
Президиум Всероссийского Центрального Исполнительного Комитета, отмечая Вашу выдающуюся и исключительно полезную деятельность в социалистическом строительстве, выразившуюся в том, что Вы, работая машинистом на Илецком Соляном промысле, внесли ряд технических усовершенствований в подъемной паровой машине, давших значительную экономию средств, а также учитывая Ваш 48-летний трудовой стаж, награждает Вас званием Героя Труда.
Председатель Всероссийского Центрального Исполнительного Комитета М. Калинин
Секретарь Всероссийского Центрального Исполнительного Комитета А. Киселев
Москва, Кремль
8 октября 1932 г.